# Parakiefferiella pyrenaica
Parakiefferiella pyrenaica är en tvåvingeart som beskrevs av Moubayed 1991. Parakiefferiella pyrenaica ingår i släktet Parakiefferiella och familjen fjädermyggor.
Artens utbredningsområde är Frankrike. Inga underarter finns listade i Catalogue of Life.